# Musée des Thermes de Dioclétien

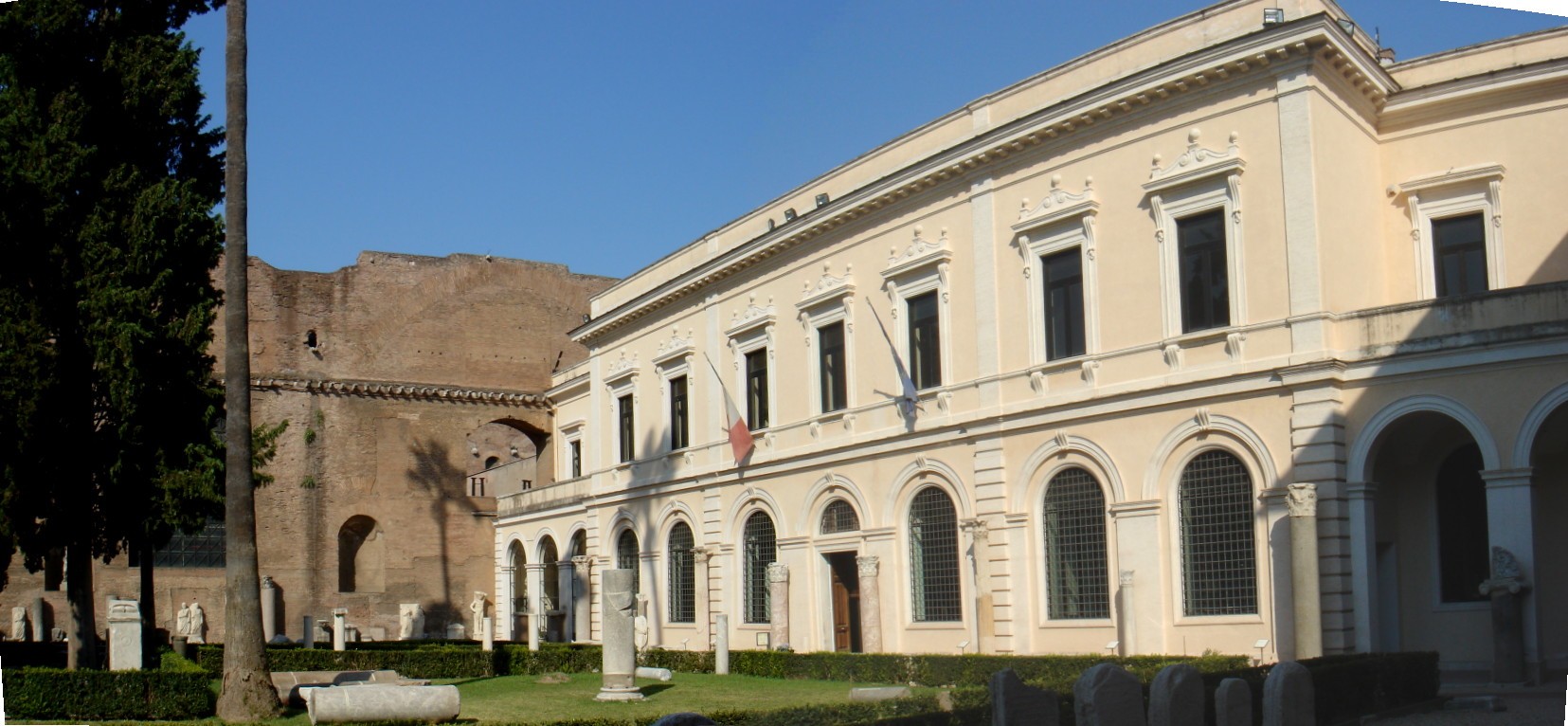
Entrée et façade principale du musée

Le musée des Thermes de Dioclétien, ou musée des Thermes (Museo nazionale delle Terme) est le siège historique du Musée national romain, installé dans les salles des thermes de Dioclétien, à Rome. Depuis la réorganisation du musée, en 1990, le bâtiment des thermes est devenu l'un des quatre lieux d'exposition de ce grand ensemble muséal.

## Salles et sections du musée
Les collections du musée sont réparties dans les différents jardins et salles rénovés et encore en cours d'installation : le cloître de Michel-Ange, la grande salle des thermes, qui accueille des expositions Discobole et le Pugiliste des Thermes, découvert dans les thermes de Constantin (tous deux actuellement au palais Massimo alle Terme).

## Images

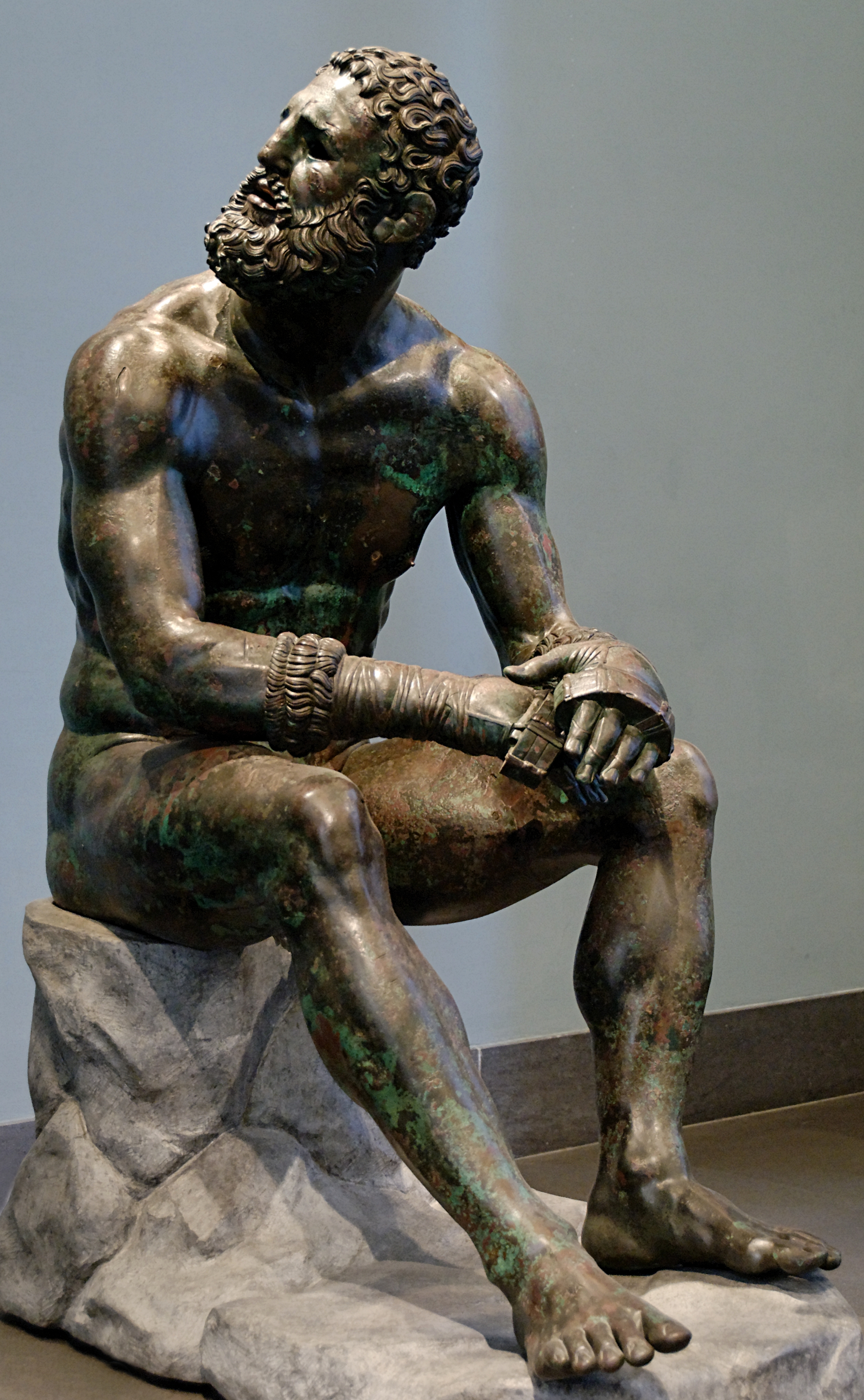
Le Pugiliste des Thermes
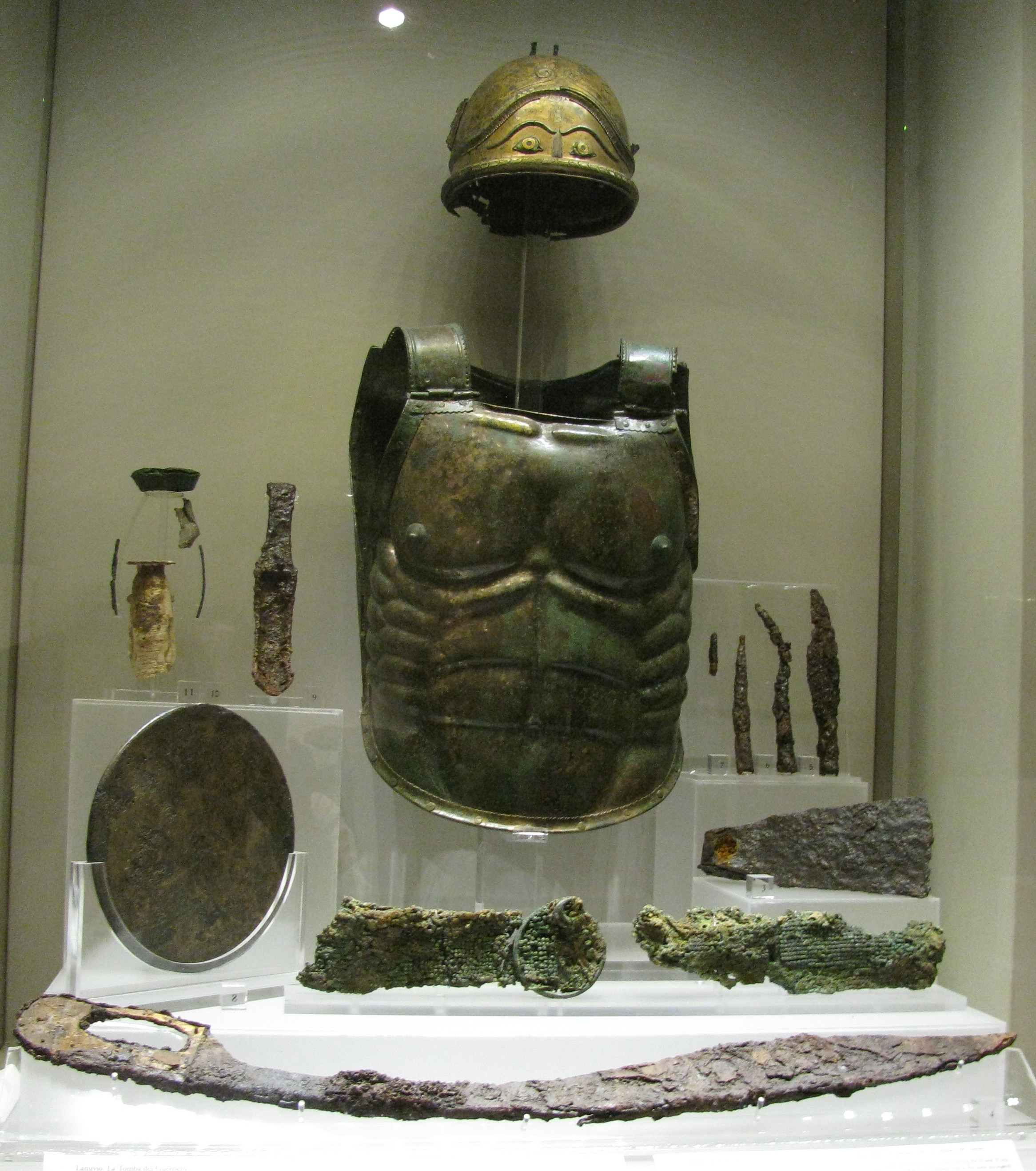
Tombe de guerrier de Lanuvium (-Ve siècle)
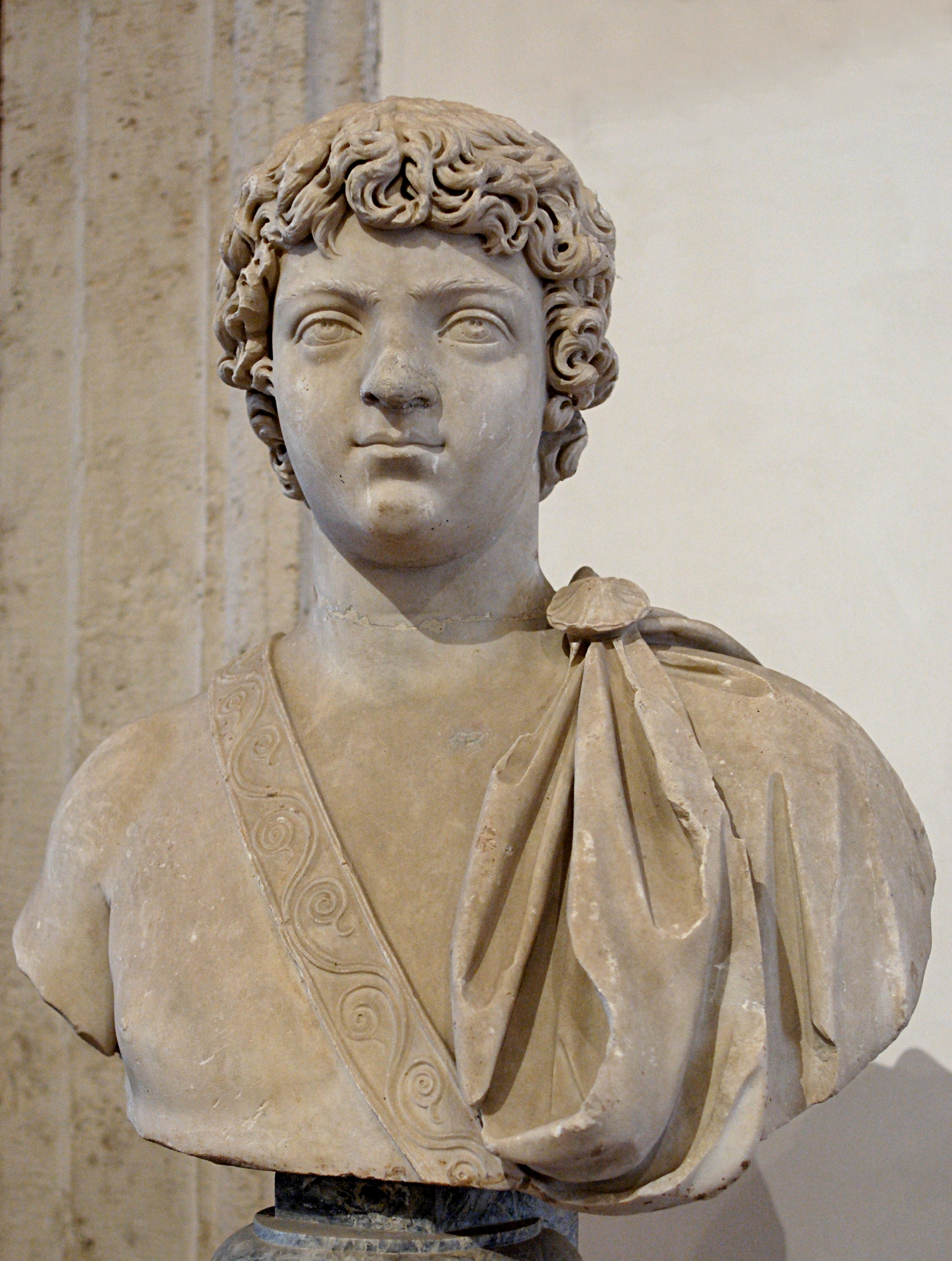
Buste de Caracalla enfant, 198
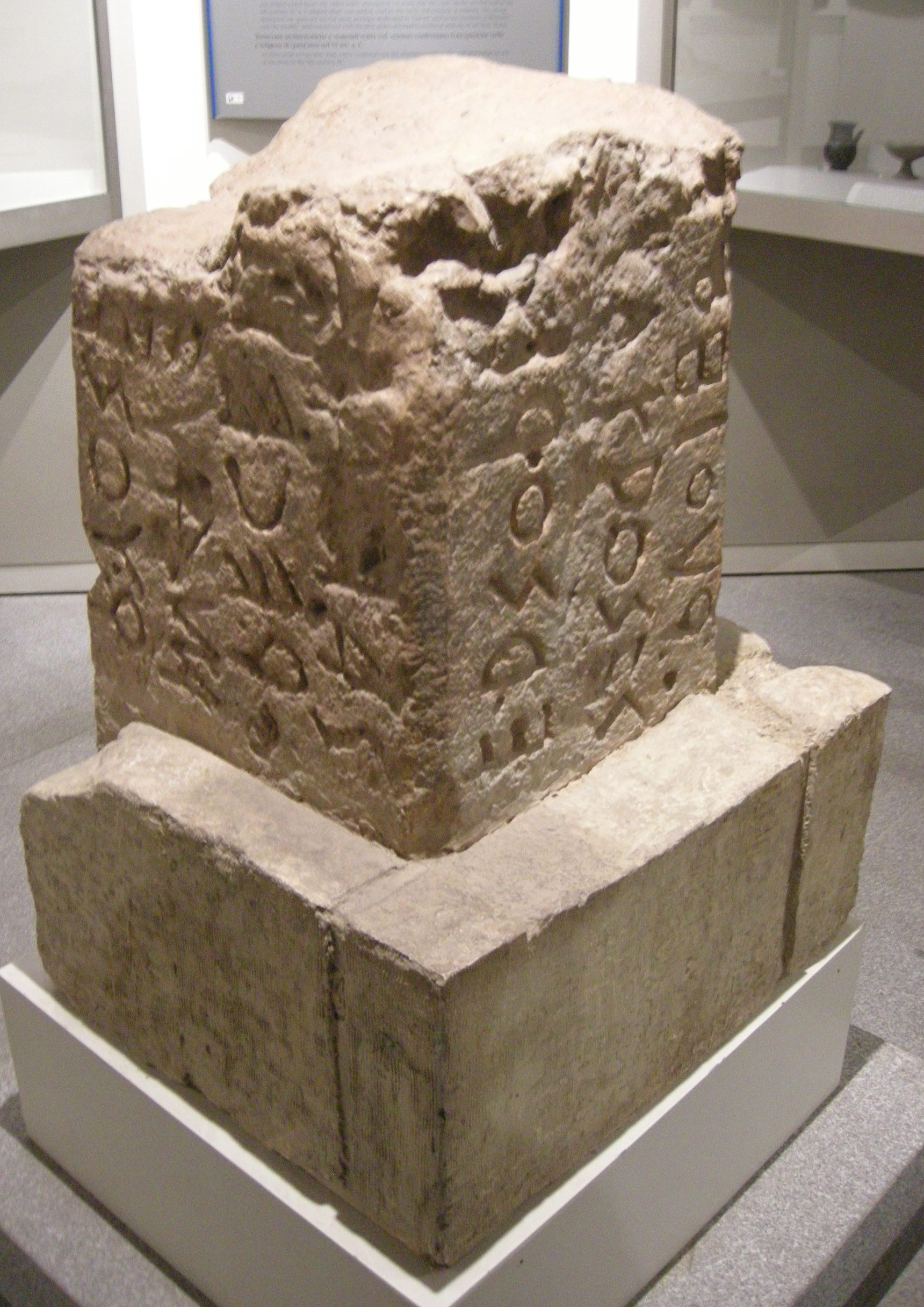
Lapis niger, cette "pierre noire" est l'une des plus anciennes inscriptions latines Ve siècle
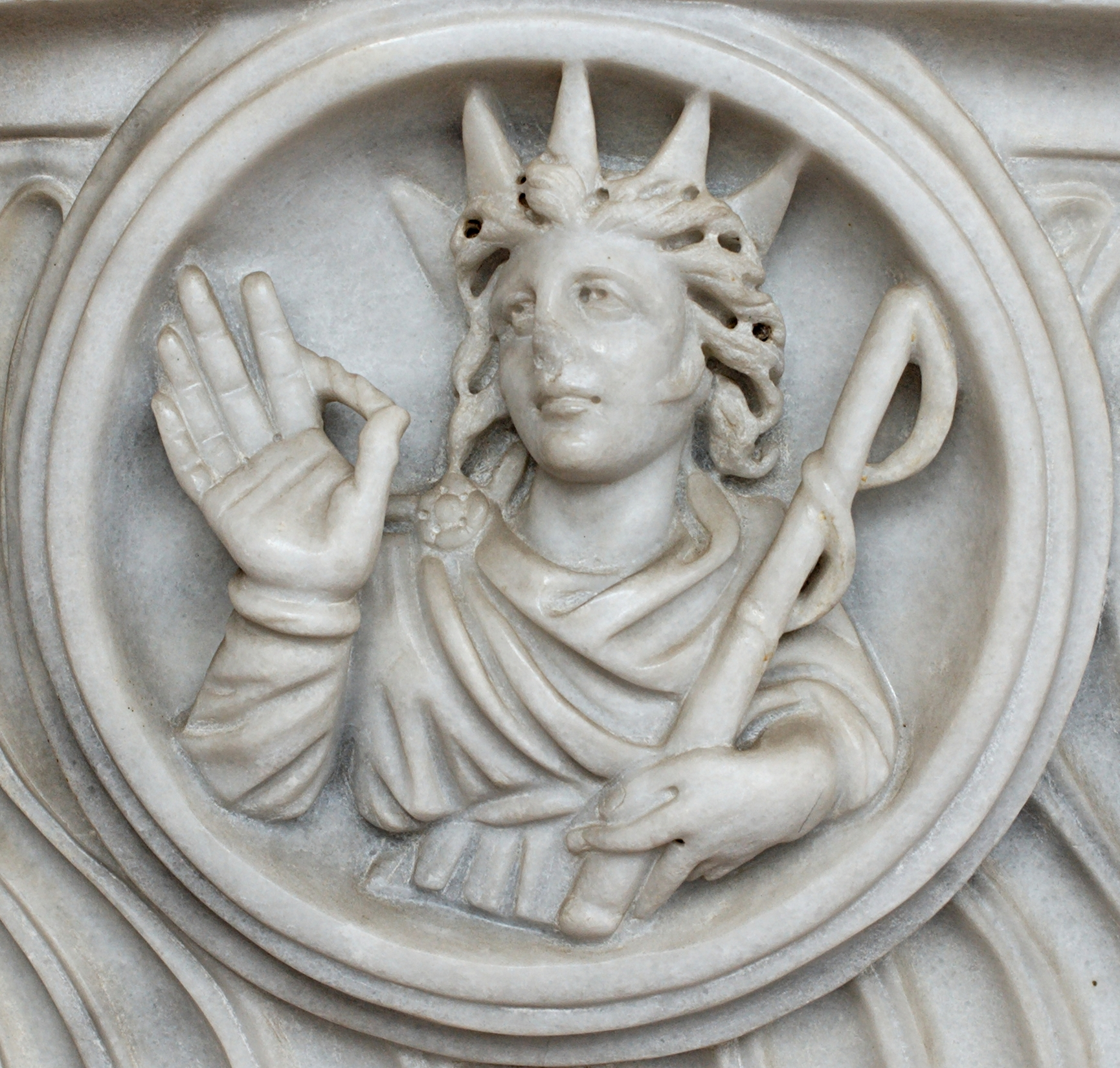
Clipeus d'Hélios, IIIe siècle
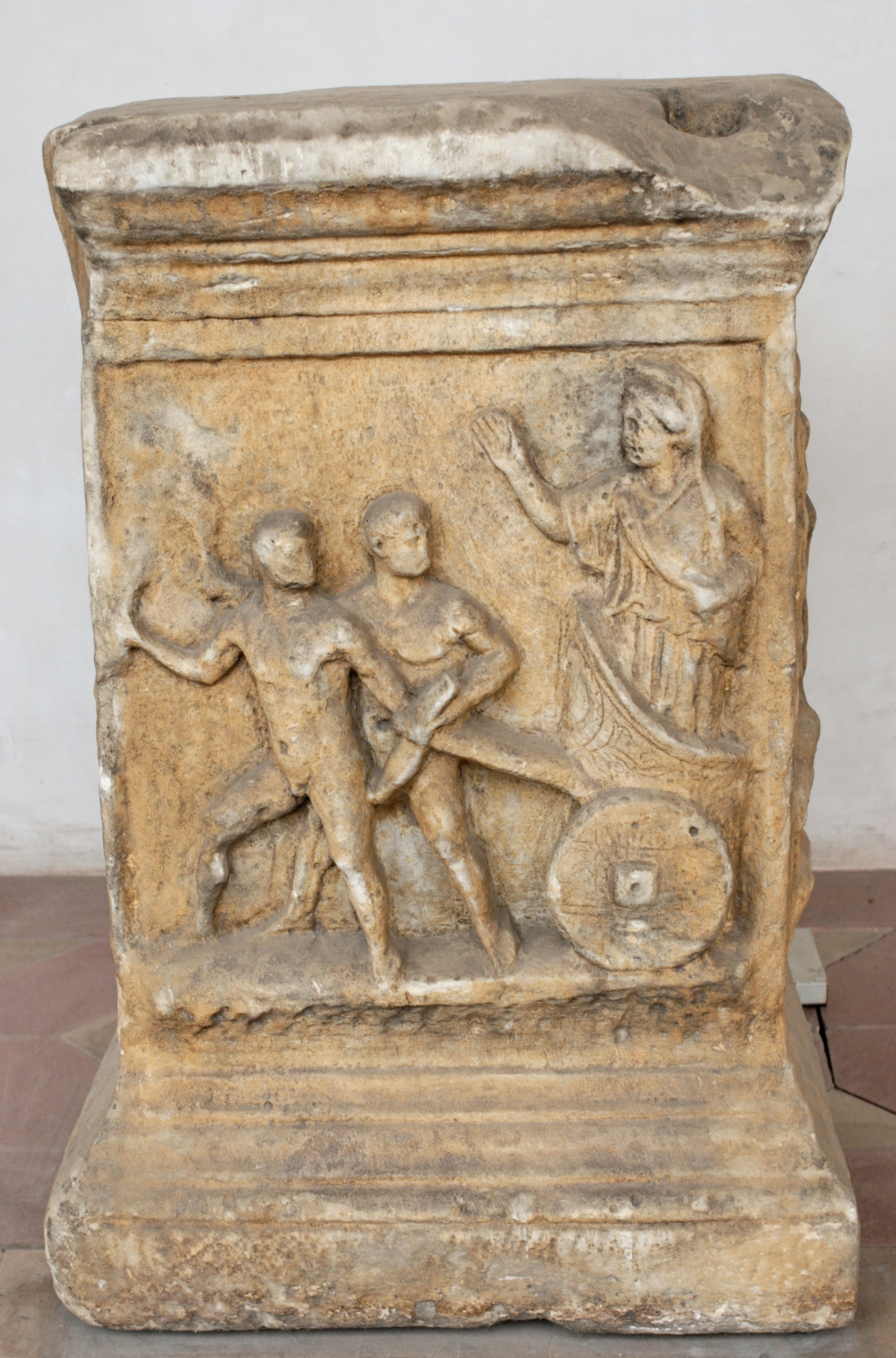
Autel de Cléobis et Biton
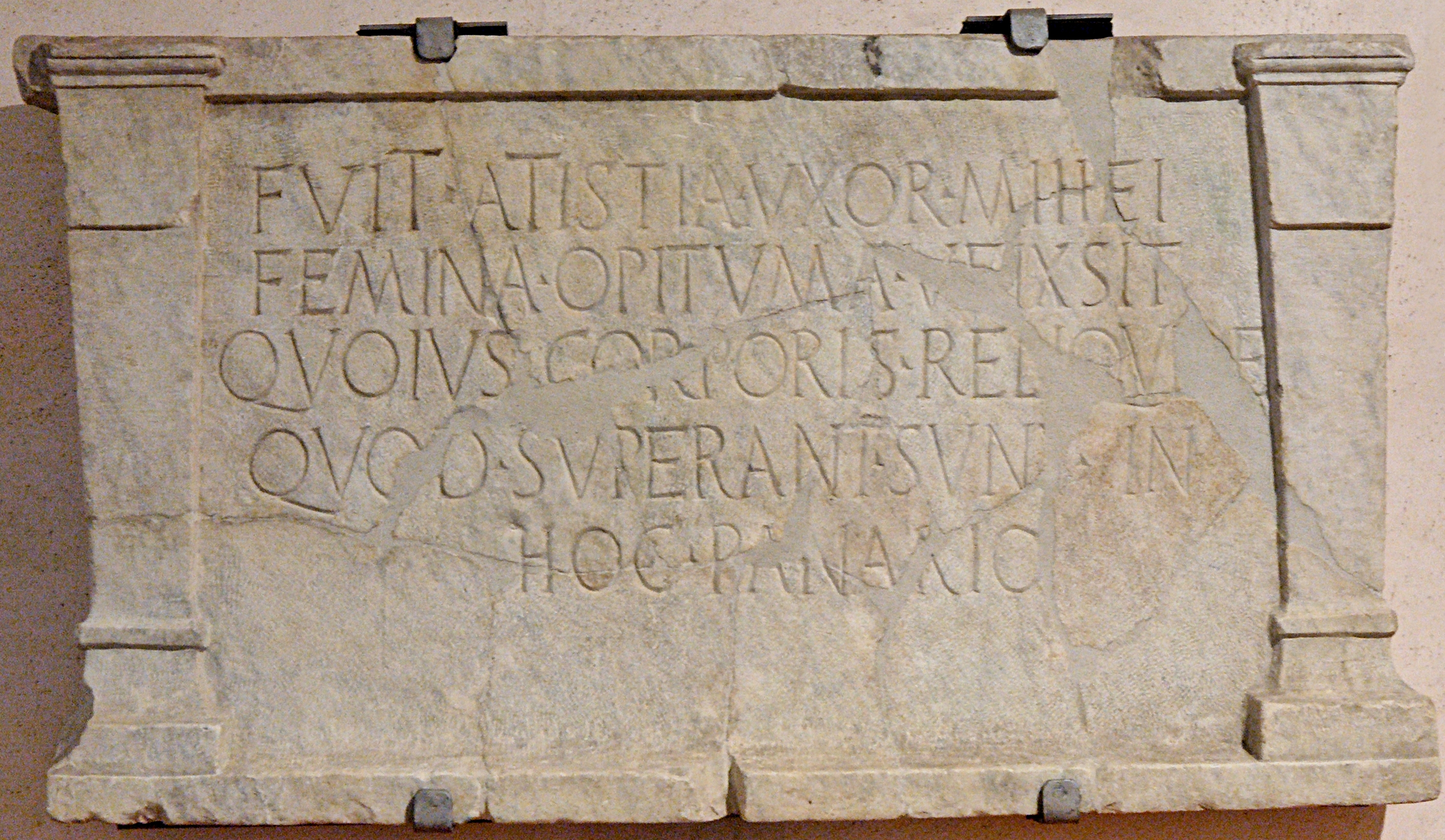
Stèle funéraire de la boulangère Atistia Ier siècle, provenant du Tombeau d'Eurysacès
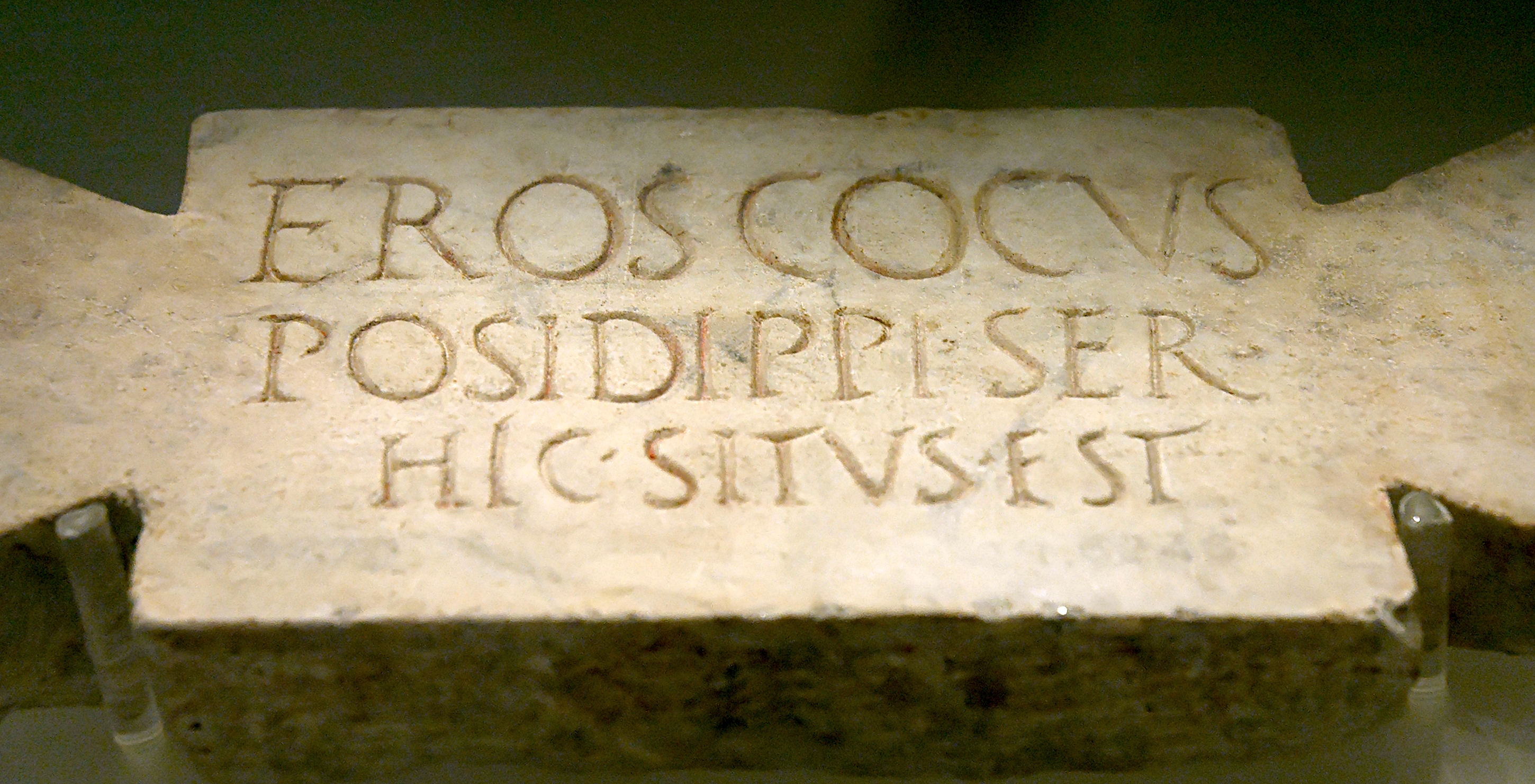
Stèle de l'esclave cuisinier Eros Ier siècle
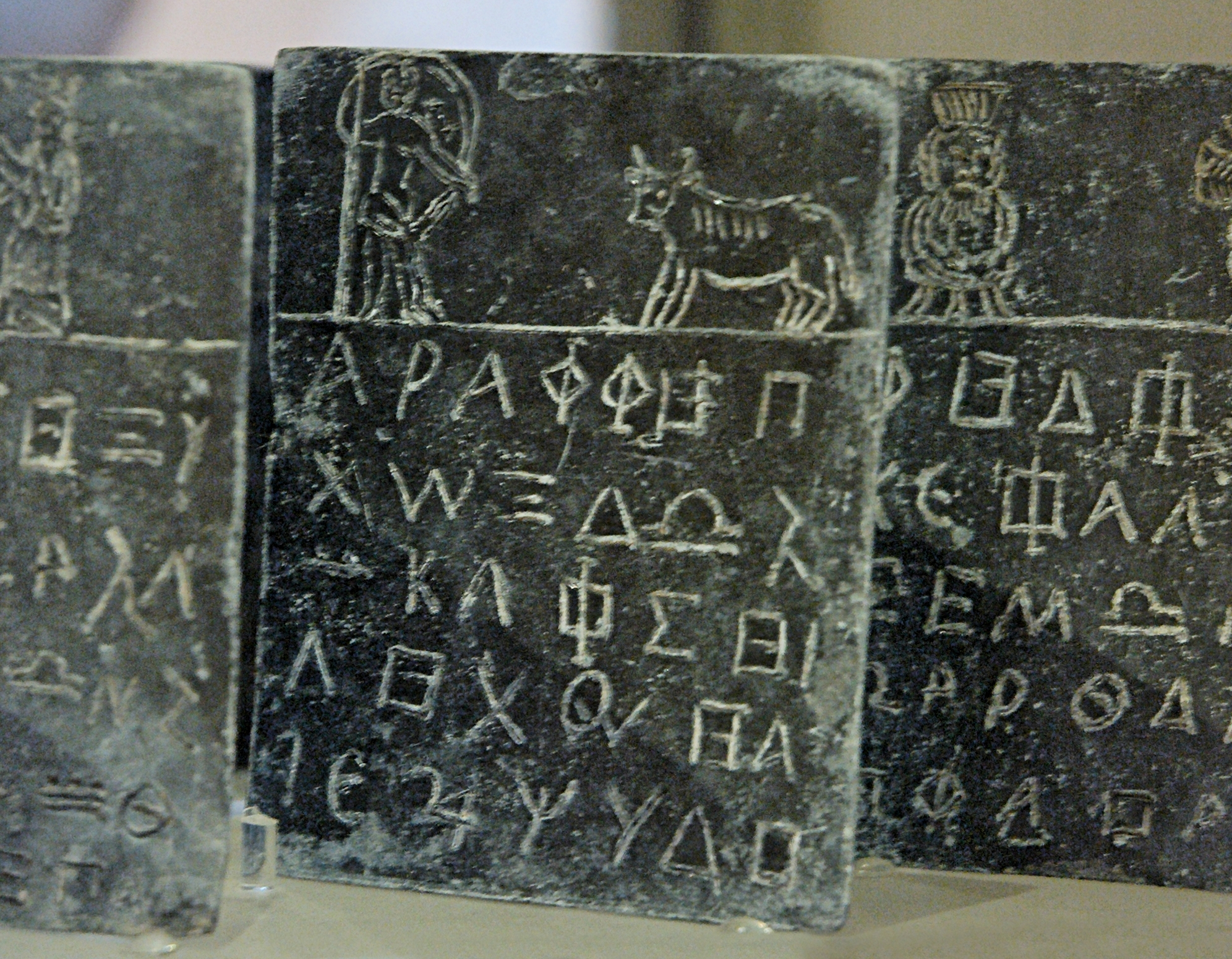
Livre magique, Ve siècle

## Evènements
Le Musée accueille en 2018 le festival Ō, Danza, arte contemporanea e musica alle Terme di Diocleziano. Un concert de l'artiste Anna Calvi dans la cour inaugure le festival, qui accueille de septembre à octobre plus de quarante artistes internationaux sous la direction artistique de Cristiano Leone.